# Władysław Miecznik

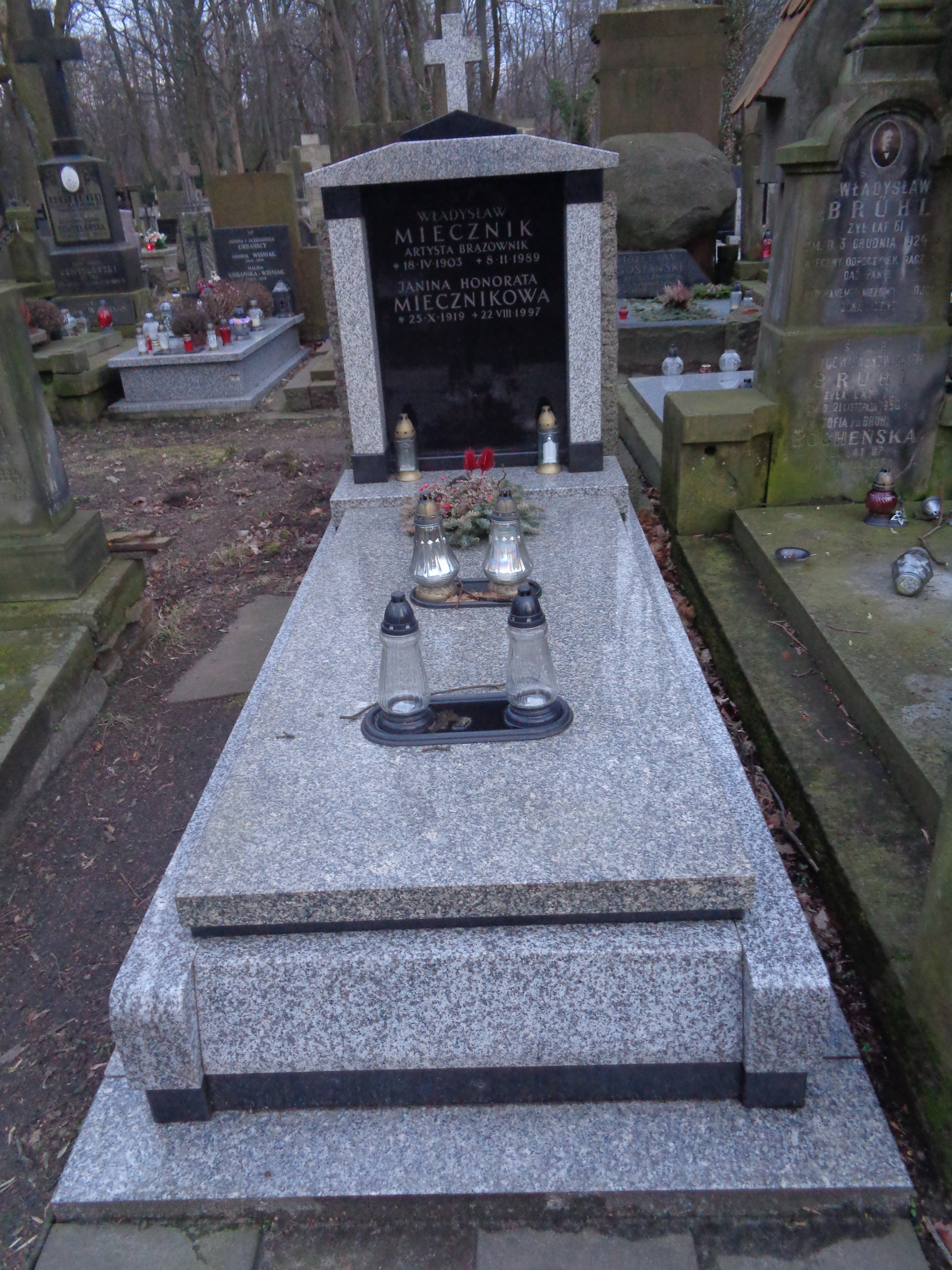
Nagrobek Władysława Miecznika na Cmentarzu Powązkowskim

Władysław Miecznik (ur. 18 kwietnia 1903 w Warszawie, zm. 8 lutego 1989 tamże) – polski brązownik i grawer.

## Życiorys
W sierpniu 1920 roku, jako ochotnik uczestniczył w bitwie warszawskiej. W 1922 ukończył Szkołę Handlową Zgromadzenia Kupców miasta Warszawy przy ulicy Prostej. W 1925 roku ukończył Szkołę Podchorążych Rezerwy Artylerii.
Artystycznego rzemiosła uczył się w zakładzie grawerskim Stanisława Lipczyńskiego w Warszawie, przy ul. Marszałkowskiej 149. W 1934 roku założył własną pracownię pod nazwą „Władysław Miecznik Wytwórnia Artystyczna Grawersko-Zdobnicza” z siedzibą przy ul. Świętokrzyskiej 20. Wykonywał herby w kamieniu, metalu i emalii, monogramy, odznaki, ordery i medale, cyzelowane sygnety i in., z czasem także prace brązownicze: puchary i statuetki, rzeźby kameralne w brązie, np. Dziki na zamówienie kancelarii prezydenta Mościckiego dla Hermanna Goeringa. Największą przedwojenną realizacją brązowniczą były trzy płaskorzeźby Józefa Piłsudskiego, m.in. dla Ministerstwa Opieki Społecznej i Domu Zdrojowego w Ciechocinku. W latach okupacji niemieckiej, aż do wybuchu Powstania Warszawskiego, kontynuował działalność grawerską, w konspiracji wykonując dla Państwa Podziemnego matryce do podrabiania niemieckich dokumentów.
W 1946 roku wznowił działalność w Warszawie na ul. Marszałkowskiej 108 pod starą nazwą, potem zmienioną na Władysław Miecznik Artystyczna Pracownia Brązowniczo-Grawerska. Pracownia była znana z miniatur pomników warszawskich w brązie, nagród sportowych, pucharów, kompletów na biurko, medalionów, medali, insygniów, rzeźby kameralnej według starych wzorów oraz tablic pamiątkowych w brązie instalowanych w kościołach, urzędach i na ulicach Warszawy. Istotną część zamówień stanowiły zamówienia rządowe (np. 5 miniatur kolumny Zygmunta III Wazy, o wysokości 1,6 m, przeznaczonych na oficjalne wizyty międzypaństwowe, komplety na biurko do Rady Państwa, Sejmu, Urzędu Rady Ministrów i in.), wojskowe, władz Warszawy, klubów sportowych, szkół i uczelni, organizacji kombatanckich. W 1962 roku z powodu przygotowań do realizacji tzw. Ściany Wschodniej wzdłuż Marszałkowskiej, pracownia została przeniesiona na ul. Nowogrodzką 4.
Wyroby Władysława Miecznika były prezentowane i wyróżniane (16 złotych medali) na wystawach i targach rzemiosła artystycznego, m.in. w: Gdańsku, Poznaniu, Warszawie, Monachium, Moskwie i Pekinie. Wiele prac powstało we współpracy z rzeźbiarzami: Janem Małetą, Zygmuntem Bieniulisem, Stanisławem Lisowskim i Ferdynandem Jarochą.

## Działalność cechowa i społeczna
W latach 1926–1934 pełnił funkcję chorążego Związku Rzemieślników Chrześcijan. W latach 1948–1950 był starszym Cechu Zegarmistrzów i Jubilerów. W utworzonym w 1956 roku Cechu Złotników, Zegarmistrzów, Optyków, Grawerów i Brązowników m.st. Warszawy przewodniczył sekcji brązowników. Szkolił uczniów. Z jego pracowni wyszło 20 czeladników. Pracował w komisjach egzaminacyjnych w Izbie Rzemieślniczej w Warszawie. W 1966 roku należał do współtwórców Muzeum Rzemiosł Artystycznych i Precyzyjnych w Warszawie. W 1978 roku był fundatorem i wykonawcą pomnika „Dziecka Bohatera” dla Centrum Zdrowia Dziecka w Warszawie. Minister Kultury Sztuki nadał mu honorowy tytuł mistrza rzemiosła artystycznego.
pochowany na cmentarzu Powązkowskim w Warszawie (kwatera 99-6-20). W latach 1989–2010, po jego śmierci, pracownię prowadził syn Jerzy B. Miecznik z żoną Martą.

## Odznaczenia
- Krzyż Kawalerski Orderu Odrodzenia Polski,
- Odznaka honorowa „Zasłużony dla Kultury Polskiej”,
- Złota Odznaka honorowa „Za Zasługi dla Warszawy”,
- medal im. Jana Kilińskiego.

## Wykonane odznaki
- Odznaka pamiątkowa 12 Batalionu Pancernego